# Ecclesia in Europa
Das nachsynodale Apostolische Schreiben Ecclesia in Europa von Papst Johannes Paul II. an die Bischöfe und Priester, an die Personen gottgeweihten Lebens und an alle Gläubigen, wurde am 28. Juni 2003 vorgestellt.

## Zwei Sonderversammlungen
Bei den zwei Sonderversammlungen der europäischen Bischofssynode beriet man über die Kirche in Europa. Während der ersten Versammlung vom 28. November – 14. Dezember 1991 wurde das  Thema „Auf daß wir Zeugen Christi sind, der uns befreit hat“ behandelt und in der zweiten Sonderversammlung  vom  1. – 23. Oktober 1999 wurde das Thema „Jesus Christus, der in Seiner Kirche lebt - Quelle der Hoffnung für Europa“ beraten.
Anschließend wurde am 28. Juni 2003 das nachsynodale Apostolische Schreiben Ecclesia in Europa vorgestellt.

## Über das „Nachsynodale Apostolische Schreiben“
Der Text geht von einer gezielten Situationsanalyse der Kirche und des Christlichen in Europa aus und macht deutlich, dass Europa ein Kontinent der ethischen und spirituellen Werte sowie der Kultur ist. Das Schreiben stellt eine Handreichung zentraler geistiger und ethischer Grundbausteine für ein neues Europa dar. Papst Johannes Paul II. forderte mit diesem päpstlichen Dokument die Europäische Union auf, mit den Glaubensgemeinschaften einen Dialog aufzunehmen, der vom Respekt ihrer Freiheit, ihrer Rechte und ihrer spezifischen Identität geprägt sein müsse. In diesem Schreiben wird scharf und kompromisslos über Probleme des alten Kontinents und der katholischen Kirche in Europa gesprochen, die Ursachen dieser Probleme werden tief analysiert.

## Europas christliche Wurzeln
Die christlichen Wurzeln seien für Europa die Hauptgarantie für die Zukunft, unterstreicht Papst Johannes Paul II.; wenn jedoch die europäische Einheit auf geographische und ökonomische Aspekte beschränkt bleibe, werde sie keinen festen Bestand haben, warnte er. Er fordert die Kirche in Europa auf, gleichsam das Evangelium neu zu lesen und im Blick auf das neuwerdende Europa zu gestalten. Jeden größeren Abschnitt beschließt er mit der Aufforderung: „Du, Kirche in Europa“ Aber im Aufruf wird nicht nur eine tiefe Analyse der Probleme und jener Situation aufgezeigt in der sich heutzutage die katholische Kirche in Europa befindet, sondern es werden auch „Zeichen der Hoffnung“ angegeben. Zu diesen „Zeichen der Hoffnung“ zählt der Papst  die Freiheit der katholischen Kirche im Osten Europas.

## EU-Verfassung
Der Papst fordert in dem Dokument erneut auf, im derzeitigen europäischen Einigungsprozess und bei der Ausarbeitung einer EU-Verfassung die (aus Sicht der Kirche) biblisch-christlichen Wurzeln nicht zu vergessen und betont den christlichen Charakter Europas. Deshalb müsse sich Europa seines religiösen und insbesondere christlichen Erbes bewusst sein oder auf weiten Strecken wieder bewusst werden. Der Papst fordert, dass eine Verfassung Europas auch den Beitrag seines religiösen und insbesondere christlichen Erbes ausdrücklich anerkennen müsse. Die Einheit Europas, sagt er, dürfe „sich nicht allein auf politischen und ökonomischen Pragmatismus beschränken“. Die Europäische Union müsse  die grundlegenden Werte anerkennen, zu denen das Christentum einen entscheidenden Beitrag geleistet habe.